# Indicud
Indicud è il terzo album del rapper statunitense Kid Cudi. L'album è stato pubblicato il 12 aprile 2013 sotto la Republic Records. È il primo album di Cudi a non appartenere alla serie “Man on the Moon”. La copertina è stata disegnata da Kid Cudi stesso che ha svolto anche il ruolo di produttore esecutivo dell'intero disco. Scopo dell'artista era quello di creare un album la cui musica avesse un messaggio più positivo e vivace: per questo è stato descritto come una totale rivoluzione rispetto ai lavori precedenti.
La produzione è stata seguita per intero da Cudi: le uniche eccezioni sono Hit Boy che ha coprodotto una traccia (“Red Eye”) e Dot Da Genius (membro con Cudi di WZRD) che ha lavorato alla sezione ritmica di due canzoni. L'album annovera vari ospiti tra cui i rapper statunitensi King Chip, Kendrick Lamar, Too Short, RZA e ASAP Rocky, i cantautori Father John Misty e Michael Bolton e il gruppo indie rock HAIM.
Indicud è stato preceduto da quattro singoli - “Just What I Am” con King Chip, “King Wizard”, “Immortal” e “Girls” a cui partecipa Too Short. L'album ha debuttato
al secondo posto della classifica statunitense con 140 000 copie vendute e al 32º posto nel Regno Unito diventando l'album di Cudi con il più alto posizionamento in classifica grazie anche alla seconda posizione nella Classifica R&B sempre nel Regno Unito. Il disco ha ricevuto varie critiche in gran parte anche positive dalla maggioranza della critica.

## Tracce
1. The Resurrection of Scott Mescudi – 2:41 (Scott Mescudi)
2. Unfuckwittable – 4:36 (Scott Mescudi)
3. Just What I Am (feat. King Chip) – 3:48 (Scott Mescudi, Charles Worth)
4. Young Lady (feat. Father John Misty) – 4:25 (Scott Mescudi, Joshua Tillman)
5. King Wizard – 4:16 (Scott Mescudi)
6. Immortal – 5:01 (Scott Mescudi, Benjamin Goldwasser, Andrew VanWyngarden)
7. Solo Dolo, Part II (feat. Kendrick Lamar) – 3:34 (Scott Mescudi, Kendrick Duckworth, Bill Conti)
8. Girls (feat. Too Short) – 4:27 (Scott Mescudi, Todd Shaw, Dion Norman, Derrick Ordogne, Michael Monagan, Daniel Brattain, Carl Brown, Albert Cota, Shelly Goodhope, Veronica Mendez, Darrell Mitchell, Chantel Roquemore, Tanesa Tavin)
9. New York City Rage Fest – 1:53 (Scott Mescudi)
10. Red Eye (feat. Haim) – 3:54 (Scott Mescudi, Chauncey Hollis, Este Haim, Danielle Haim, Alana Haim)
11. Mad Solar – 4:08 (Scott Mescudi)
12. Beez (feat. RZA) – 3:13 (Scott Mescudi, Robert Diggs, William Dennis, Isaac Hayes, Brad Jordan, Doug King)
13. Brothers (feat. King Chip & ASAP Rocky) – 4:41 (Scott Mescudi, Charles Worth, Rakim Mayers)
14. Burn Baby Burn – 2:58 (Scott Mescudi)
15. Lord of the Sad and Lonely – 2:46 (Scott Mescudi)
16. Cold Blooded – 2:32 (Scott Mescudi)
17. Afterwards (Bring Yo Friends) (feat. Michael Bolton & King Chip) – 9:03 (Scott Mescudi, Charles Worth)
18. The Flight of the Moon Man – 2:51 (Scott Mescudi)

## Classifiche

### Classifiche settimanali
| Classifica (2013) | Posizione massima |
| ----------------- | ----------------- |
| Australia         | 28                |
| Belgio (Fiandre)  | 93                |
| Belgio (Vallonia) | 88                |
| Canada            | 3                 |
| Danimarca         | 32                |
| Francia           | 57                |
| Germania          | 99                |
| Irlanda           | 26                |
| Nuova Zelanda     | 33                |
| Regno Unito       | 32                |
| Stati Uniti       | 2                 |
| Svizzera          | 46                |

### Classifiche di fine anno
| Classifica (2013) | Posizione |
| ----------------- | --------- |
| Stati Uniti       | 116       |